# Piya-Kwonci jezik
Piya-Kwonci jezik (ISO 639-3: piy; ambandi, pia, pitiko, piya, wurkum), afrazijski jezik uže zapadnočadske skupine čadskih jezika, kojim govori oko 5000 ljudi (1992.) iz plemena Ambandi u dvadesetjednom ili više sela u nigerijskim državama Taraba (LGA Karim Lamido) i Bauchi.
Etnička grupa u kulturi je srodna plemenima Kulung, Kodei, Kwanchi, Pelang i Pero. Ima dva dijalekta piya i kwonci po kojima jezik nosi ime. U upotrebi su i hausa [hau], kulung [bbu], tangale [tan] ili engleski [eng].

## Vanjske poveznice
- Ethnologue (14th)
- Ethnologue (15th)